# Flavone
La flavone est un composé organique dérivé de la 1-benzopyran-4-one (ou chromone). C'est la molécule de base des flavonoïdes, et particulièrement de son sous-groupe, les flavones. Certains de ses dérivés, flavones, flavonols et flavanones sont des colorants jaunes.
C'est un composé incolore, sous forme de cristaux solubles dans l'eau. On la trouve notamment dans les mandarines.